# あの花が咲く丘で、君とまた出会えたら。
『あの花が咲く丘で、君とまた出会えたら。』（あのはながさくおかできみとまたであえたら）は、汐見夏衛による日本の小説。   
小説投稿サイト「野いちご」で『可視光の夏－特攻隊と過ごした日々－』（原題）として公開され、2016年7月に改題の上、スターツ出版文庫として刊行された。TikTokで話題になったのをきっかけに発行部数を伸ばし、2025年8月時点ではシリーズ累計発行部数150万部を突破している。
1945年、第二次大戦末期の日本にタイムスリップした現代の女子中学生・加納百合と特攻隊員の青年・佐久間彰との時空を超えた切ない恋の物語が描かれる。 
2023年12月8日に映画版が公開された。

## 製作
本作品は、鹿児島県出身の作者の汐見が中学生の時に社会科見学で訪れた知覧特攻平和会館での衝撃や感情を元に構想したという。作中には「特攻の母」と呼ばれる鳥濱トメをモデルにした人物も登場する。
汐見は高校教員時代に今の高校生が戦争の話をあまり知らず、特攻隊についてもよくは知らないという現実に直面したという。
また、「祖父母などから戦時中の生きた体験談を聞いた時の言葉にならない衝撃、自分の中核に飛び込んでくるような心を揺さぶられる感覚、そうしたものを自分より若い世代の人たちに継承しなければという思いで作品を執筆した」、「これからの未来を形成していく若者たちが社会の中心的な立場になった時に忘れてはいけないものを、本作を通して伝えることができれば」と語っている。
現代の中学生（映画では高校生）が時空を超えて戦時中にやってきたという設定については、汐見が「現代の子を主人公にして、自分たちと同じような価値観で、自分たちと同じような考え方の女の子の目で戦争を見たら、どう映るか。自分たちの身に寄せて考えてくれるのではないか」としている。

## あらすじ
女子中学生の加納百合は、学校や親、周囲に対して苛立ちを隠せずにいる。ある日の夕方に母親と口論になり、制服のまま家を飛び出してしまい、誰とも会わない場所と考えて裏山の防空壕跡で一夜を過ごすが、翌朝目覚めて外を見るといつもの見慣れた街や学校もなく景色が全く違っていた。
スマホも圏外で、炎天下の中を知っている場所を探して歩き回るうちに、昨日から何も口にしていなかった百合は体調不良で動けなくなってしまう。そこに佐久間彰という青年が通りかかり、百合に水を飲ませるなど介抱の上、近くの鶴屋食堂に連れて行き、女将・ツルを紹介してくれる。
百合は彰とツルが戦争のことや特攻隊などと意味不明の会話をしているのに混乱して、ふと目にした新聞の日付は昭和20年6月10日となっている。百合は1945年、終戦間際の時代にタイムスリップしたらしいと気付く。
もう一度防空壕で一夜を過ごせば元の世界に戻れるかもしれないと試してみるが、目覚めても何も変わらなかった。行き場のない百合にツルが住み込みで働くよう勧めてくれ、百合はそのまま鶴屋食堂でお世話になることになる。
数日後、彰が鶴屋食堂を仲間の特攻隊員とともに訪れる。隊員たちはみんな百合のことを大切に扱ってくれ、食堂の看板娘のように人気者になるが、彰は慣れない生活を送る百合のことを気遣い、一面の百合の花の咲く丘に連れて行ったりして元気づける。
そんなある日、百合は戦災孤児の痩せ細った小さな男の子が空腹で野菜を盗み、店の人に殴られたことを知り、その子に野菜をあげて「早く日本が負けて戦争が終われば、普通の生活に戻れるのに」と言ってしまう。
そこに通りかかった警官にいきなり高圧的に問い詰められ、反論した百合は警棒で殴られてしまう。さらに殴りかかろうとするところをツルと彰がかばって、代わりに殴られてしまう。百合はふたりに謝りながらも、こんな戦争が正しいわけがないという思いは抑えられず訴えかける百合の言葉を彰は何も言わずに聞いてくれていた。
ある日、ツルのお使いで外出した百合は大きな空襲に遭遇し、地獄のような惨状を目の当たりにしてショックを受ける。百合も焼け崩れてきた家の下敷きになり足を挟まれて動けなくなってしまい命の危険を感じるが、火の海の中を必死の思いで現れた彰に間一髪のところで救出される。百合は何度も危ないところを助けてくれた彰を慕うようになっていく。
だが、ついに鶴屋食堂で彰たち特攻隊の隊員がツルと百合に3日後に出撃命令が出たと話をされる。百合は彰に初めて告白して、特攻に行かないように何度も頼み込むが、彰を説得することはできなかった。
特攻の前日、百合は鶴屋食堂で隊員のみんなと最後のお別れをし、最後に残った彰にすがりつくが、これ以上は迷惑と引き留めるのを諦めた百合を彰が抱きしめる。
特攻機に乗り出撃しようとする彰に精一杯名前を呼ぶ百合に向かって彰が優しい笑みを浮かべて胸元の何かを投げる。受け取ったのは美しく花開いた百合だった。
百合は地面に倒れ込み意識を失う。そして目を覚ますと現代に戻っており、自宅に帰ると一晩中百合を探していたという母が泣きながら叱ってくれる。1945年ではかなりの期間を過ごしたはずだが、現代では一晩が過ぎただけだった。
1945年の世界から戻った百合は家でも学校でも人が変わったように素直になっていた。学校では社会科見学で「特攻資料館」に行くことになる。訪れた展示室には特攻隊員の顔写真や手紙などが展示されており、その中には百合もよく知っている隊員の写真や手紙があった。
そして、視線を移した先には彰の4通の手紙があり、その最後の手紙は「百合へ」と書かれており、「君のことを愛していた」と百合に対する思いが切々と綴られていた。百合は涙が止まらず、心配する同級生たちの前で泣き続ける。
先生たちに抱きかかえられるようにして外に連れ出され、ベンチで涙が枯れるまで泣いて、先生が買ってきてくれたミネラルウォーターを一口飲んで空を見上げた百合は「ここは新しい世界だ」と感じて、彰や仲間の特攻隊員の事を思い、「あなたたちが命を懸けて守った未来を私は精一杯生きます」と静かに誓う。

## 登場人物
※ 映画版では、ほとんどの人物に年齢や名前など様々な設定変更がされており、登場しない人物もいる。

### 主要人物
加納百合（かのう ゆり）
14歳。中学2年生。物心ついた頃から母親と2人暮らしで、父親が誰なのかは知らない。
母親と喧嘩して家を飛び出し、1945年の終戦間際の世界にタイムスリップしてしまい、彰と出会う。
佐久間彰（さくま あきら）
特攻隊員。20歳。北国出身。体調不良で動けなくなっていた百合と出会い助ける。
両親と年の離れた弟、妹がいる。早稲田大学で哲学の研究をしていたが、召集令状を受け入隊する。

### 百合の関係者（現代）
百合の母
21歳で百合を出産して以来ずっとシングルマザー。昼間はスーパーのパート、夜は繁華街のスナックで働いている。
ヤマダ
百合の中学校の社会教師。ふてくされた態度の百合に威圧的な口調になる。
アオキ
百合の担任。百合の無断早退や授業態度のことで百合の母に連絡する。
橋口（はしぐち）
百合の同級生の女子。現代に戻った百合と社会科見学で同じグループになる。
かっては問題児で友人もいなかった百合とお菓子の交換をしたりして、少しずつ打ち解け始める。
見慣れない制服の男の子
現代に戻った百合が校門の近くで出会う。来週からこの学校の2年に編入してくると百合に挨拶する。
続編『あの星が降る丘で、君とまた出会いたい。』で主人公の宮原涼として登場する。

### 百合の関係者（1945年）
ツル
鶴屋食堂の女将。50歳くらい。夫は戦死し空襲で娘と孫を亡くしている。百合を娘のように思い、住み込みで働くよう勧める。
千代（ちよ）
近所の魚屋の娘。毎日店に魚を配達してくれる少女。百合の友人となる。
高野
ツルの小学校時代の同級生。笑顔の可愛らしいおばさん。

### 特攻隊員（1945年）
石丸智志（いしまる さとし）
20歳。お茶目で明るいムードメーカー。千代が密かに思いを寄せている。
寺岡昌治郎（てらおか しょうじろう）
29歳。包容力のある穏やかな人柄。隊員たちに信頼されている。妻の靖子、娘の佳代がいる。
加藤
26歳。熱血漢。中学校の教師をしていた。かつての教え子たちが学徒出陣したことに複雑な思いを抱いている。
板倉
17歳。最年少の隊員。大きな商家の四男。末っ子らしい愛嬌があり、年上の隊員たちに可愛がられている。
空襲で家族を亡くし足に大怪我をした許嫁のために特攻隊から逃げて故郷に帰る。彰からも「お前は生きて守れ」と言われる。
野口
ひと月前に仲間と特攻出撃したが、エンジンの故障で引き返してきている。

### その他（1945年）
戦災孤児
やせ細った男の子。戦争で両親が亡くなり、飢えて野菜を盗み店の人から殴られて座り込んでいたところを百合と出会う。
警官
背が高く筋肉質で大柄の男。百合が「早く負けを認めちゃえばいいのに」と言っているのを立ち聞きし高圧的な態度で咎め、警棒で殴りかかる。

## 書誌情報
- 汐見夏衛（著）・pomodorosa（イラスト）『あの花が咲く丘で、君とまた出会えたら。』（2016年7月28日発売[1]、スターツ出版文庫、ISBN 978-4-8137-0130-9）

- 汐見夏衛（著）・三湊かおり（イラスト）『あの花が咲く丘で、君とまた出会えたら。』（2021年5月10日発売[13]、スターツ出版〈野いちごジュニア文庫〉、ISBN 978-4-8137-8014-4）

- 汐見夏衛（著）・ふすい（イラスト）『あの花が咲く丘で、君とまた出会えたら。』（2023年6月25日発売[14]、スターツ出版〈単行本〉、ISBN 978-4-8137-9247-5）
  - 特攻隊の出撃の見送りに行った時、百合が倒れ込んで姿を消してしまってから2年後のツルと千代のことなどが「【書き下ろし番外編】また夏が来る」として描かれている[15]。

## コミカライズ
WEBコミックマガジン「電撃コミック レグルス」にて、マツセダイチの漫画が2021年9月17日から2022年7月15日まで連載され、同年7月から9月にかけてKADOKAWAから「電撃コミックスNEXT」上下巻が刊行された。
なお、原作からは一部設定変更がされており、1945年での百合の友人・千代が空襲で家も家族も失って自身も大やけどを負い、ツルの家で療養中に亡くなる場面や特攻隊を逃げ出そうとした板倉に上官が腹を切れと迫る場面、百合が彰に未来から来たと打ち明ける場面などがコミックオリジナルで描かれており、現代に戻る手順なども異なっている。

### 書誌情報（漫画）
- マツセダイチ（漫画）・汐見夏衛（原作）、KADOKAWA〈電撃コミックスNEXT〉、全2冊
  1. 『あの花が咲く丘で、君とまた出会えたら。 上』 2022年7月8日発売[18]ISBN 978-4-04-914422-2
  2. 『あの花が咲く丘で、君とまた出会えたら。 下』 2022年9月26日発売[19]ISBN 978-4-04-914690-5

## 関連作品
『あの星が降る丘で、君とまた出会いたい。』
本作の続編。佐久間彰の生まれ変わりである中学2年の転校生の男子・宮原涼が1945年から現代に帰還した加納百合と出会い、惹かれ合いながらも百合が彰に対する思いを持ち続けていることへの葛藤を乗り越えようとする涼の姿などが描かれる。
『君とまた出会うために。』
書き下ろしデジタル小説。『あの花が咲く丘で、君とまた出会えたら。』から『あの星が降る丘で、君とまた出会いたい。』までをつなぐ物語として、魂ひとつになった彰が生まれ変わってもう一度百合に出会い、生涯を共にしたいという一途な思いが描かれる。
『あの花が咲く丘で、君とまた出会えたら。Another』
本作のスピンオフ短編集。彰や石丸たちの背景や千代やツル、板倉たちのその後の暮らし、その他関連人物の思いが描かれる。

## 映画
2023年12月8日に公開された。監督は成田洋一、主演は福原遥と水上恒司。
撮影は静岡県・千葉県・茨城県など各地で行われた（「主なロケ地」参照）。
続編が汐見夏衛の原作小説と同じ『あの星が降る丘で、君とまた出会いたい。』のタイトルで2026年に公開予定。

### キャスト

#### 主要人物（映画）
加納百合（かのう ゆり）〈18〉
演 - 福原遥
高校3年生。母と喧嘩して家を飛び出し、1945年の日本にタイムスリップしてしまう。
特攻隊員・彰に何度も助けられ、彼の誠実さや優しさに惹かれる。現代に帰還後、彰の思いを胸に教師を志して大学進学を決意する。
佐久間彰（さくま あきら）〈21〉
演 - 水上恒司
特攻隊員。百合の堂々と意見を言う姿に驚きながらも惹かれていく。秋田出身で、故郷に百合と同い年の妹がいる。
徴兵前は早稲田大学で哲学を専攻しており、教師を志していた。

#### 百合の関係者など（現代）
加納幸恵
演 - 中嶋朋子
百合の母。夫を亡くしており、百合と2人暮らし。スーパーの鮮魚売り場など仕事を掛け持ちし、女手一つで百合を育てている。
ヤマダ
演 - 坪倉由幸
高校の担任教師。就職を希望する百合に大学進学を勧める。
木島カンナ
演 - 新井舞良
高校のクラスメイト。百合と親しい友人。
津崎美月
演 - 中島瑠菜
高校のクラスメイト。
アナウンサー
演 - 結城さなえ
テレビのお天気コーナーのアナウンサー。百合が帰還してテレビを見て半日しか経過していないことを知る。

#### 百合の関係者（1945年・映画）
千代
演 - 出口夏希
基地で勤労奉仕をしている少女。百合の友人となる。魚屋の娘で、時々魚を持ち込んで鶴屋食堂を手伝っている。石丸に淡い恋心を抱いている。
ツル
演 - 松坂慶子
鶴屋食堂の女将。特攻隊員たちにとって母のような存在。空襲で娘と孫を亡くしている。百合を優しく受け入れ、鶴屋食堂で働くよう勧める。
常連客
演 - 天寿光希
鶴屋食堂の常連客。空襲から逃れるために田舎に転居すると夫婦で挨拶に来る。

#### 特攻隊（1945年）
石丸〈21〉
演 - 伊藤健太郎
彰と同じ部隊に所属する親友。 高知出身。音痴だが歌うことが好きで、隊のムードメーカー。千代の思い人。
板倉〈18〉
演 - 嶋﨑斗亜（Lil かんさい / 関西ジュニア）
少年兵。 大阪出身。故郷に残した16歳の婚約者が空襲で家族を失い、自身も歩けなくなり死のうとしたと連絡を受ける。
そのため、彼女を残して死ねないと逃げて故郷に帰ろうとして、他の隊員と揉めるものの最終的には見逃してもらっている。
寺岡〈32〉
演 - 上川周作
特攻隊の中で2番目に年長の兵士。東京出身。妻と生まれたばかりの子供がいる。
加藤
演 - 小野塚勇人（劇団EXILE）
隊員。 千葉出身で空手の達人。親子三代にわたって軍人。家の名誉を守るためには、特攻に行くしかないと考えている。
特攻隊員
演 - 谷山雄亮、松嶋健太、村井崇記、長部努

#### その他（1945年・映画）
警官
演 - 津田寛治
百合の戦争に反発する言動を見咎め「この非国民が!」と怒鳴りつけて掴み掛かり、止めに入った彰を殴ってしまう。
たかし
演 - 猪狩清音
戦災孤児。父は戦死し母は空襲で亡くなる。百合からトマトをもらって食べ、戦争は日本が負けてもうすぐ終わるからと話をされる。
そこに現れた警官に咎められ、百合に逃がしてもらうが、その後、激しい空襲の中で亡くなってしまっているのを百合に目撃される。
女学生
演 - 岸田琴花、知花幸華、菅原綾、野川歩珠、桜木莉子
千代と同じ学校の女学生。基地で勤労奉仕をしている。
寺岡の妻（写真）
演 - 田山由起

### スタッフ
- 原作 - 汐見夏衛『あの花が咲く丘で、君とまた出会えたら。』（スターツ出版刊）
- 監督 - 成田洋一
- 脚本 - 山浦雅大、成田洋一[45]
- 音楽 - ノグチリョウ[46]
- 主題歌 - 福山雅治「想望」（アミューズ / Polydor Records）[47][46]
- エグゼクティブプロデューサー - 吉田繁暁[48]
- 企画 - 新垣弘隆[48]
- 企画・プロデューサー - 西麻美[48]
- 撮影 - 小林拓
- Bカメ - 成田伸二
- 照明 - 岸本秀一
- 録音 - 鈴木健太郎
- 監督補 - 高明
- 制作担当 - 村山亜希子[48]
- 美術 - 丸尾知行、中川理仁
- 装飾 - 佐々木博崇、山本直輝
- 衣装 - 早川奈緒美、白井恵
- ヘアメイク - 永江三千子
- ポスプロスーパーバイザー - 佐藤正晃
- VFXプロデューサー - 山口幸治[48]
- ポスプロコーディネーター - 朝海清史
- 編集 - 岩間徳裕
- 音響効果 - 渋谷圭介
- 音楽プロデューサー - 茂木英興[48]
- 宣伝プロデューサー - 松浦由里子
- アシスタントプロデューサー - 田中裕章
- ラインプロデューサー - 湊谷恭史
- 制作プロダクション - ダーウィン[49]
- 制作協力 - 松竹映像センター
- 企画・製作幹事・配給 - 松竹
- 製作 -「あの花が咲く丘で、君とまた出会えたら。」製作委員会（松竹、澄和、スターツグループ、スターツ出版、研音、日本出版販売、コロナワールド、松竹ブロードキャスティング）[49]

### 主なロケ地
静岡県袋井市
- 可睡ゆりの園… 彰が百合を連れて行く白百合の花が咲く丘として撮影された。実際のロケ地では黄色い百合だったが、VFXによりすべて白い百合となっている。

千葉県茂原市
- 木生坊隧道…百合のタイムスリップの鍵となる「防空壕」として撮影された。内部の飾り込みや周囲の壁も一から製作されている。

茨城県常陸太田市
- 新落合橋… 特攻隊から逃げ出そうとした板倉を百合が見つける場所などとして撮影された。他の隊員からも最終的に見逃してもらっている。

茨城県稲敷郡阿見町
- 予科練平和記念館… 百合たちが学校の社会科見学で訪れる施設として撮影された。彰の手紙を読んだ百合が泣き出してしまう。

茨城県行方市
- 旧私立北浦三育中学校… 鶴屋食堂などがある1945年の街の特設セットが組まれ撮影された。鶴屋食堂以外の建物の2階部分はすべてCG。
- 旧行方市立玉造小学校跡地… 特攻隊員として出撃する彰たちの場面が撮影された。

茨城県つくばみらい市
- ワープステーション江戸… タイムスリップして1945年の世界に迷い込んだ百合がさまよう場面などが撮影された。

栃木県鹿沼市
- 旧粟野中学校校舎 … 彰たち特攻隊員の野球シーンが撮影された。

### 興行収入
公開初週の12月8日から10日までの3日間で観客動員24万人・興行収入3億円を突破し、週末興行ランキング邦画作品で1位を獲得した。
2024年2月11日時点では、「追い花」（リピート観賞）する観客も続出しており、累計興行収入40億円を突破、12月8日からの累計観客動員数は318万8096人、興行収入40億4838万6900円となった。令和6年度末の興行収入は45.4億円。

### テレビ放送
| 回数 | 放送局     | 放送枠           | 放送日       | 放送時間      | 放送分数 | 平均世帯 視聴率 | 備考         | 出典   |
| ---- | ---------- | ---------------- | ------------ | ------------- | -------- | --------------- | ------------ | ------ |
| 1    | 日本テレビ | 金曜ロードショー | 2025年8月8日 | 21:00 - 23:29 | 149分    | 6.5%            | 地上波初放送 | [ 62 ] |

- 地上波放送・関東地区のみ記載。
- 視聴率はビデオリサーチ調べ。関東地区でのデータ。

## 朗読劇
2025年7月3日から7月6日まで、シアター1010で上演された。各日昼夜2公演で全8回。そのうち夜公演の4回についてはZAIKOでの配信も実施された。（それぞれ当日から1週間のアーカイブがあり、また7月8日から15日まで特典映像も配信。）8月8日から15日までの1週間、再配信されている。

### キャスト
- 7月3日公演
  - 百合 - 平川結月
  - 彰 - 安井謙太郎

- 7月4日公演 
  - 百合 - 久保田未夢
  - 彰 - 立花裕大

- 7月5日公演
  - 百合 - 小泉萌香
  - 彰 - 安藤夢叶

- 7月6日公演
  - 百合 - 前田佳織里
  - 彰 - 佐藤永典

### スタッフ
- 脚本・演出 - 岡本貴也
- 音楽 - 森大造
- 音楽協力 - KOUJUN
- 原作 - 汐見夏衛『あの花が咲く丘で、君とまた出会えたら。』（スターツ出版文庫）